# 3589 Loyola
3589 Loyola eller 1984 AB1 är en asteroid i huvudbältet som upptäcktes den 8 januari 1984 av den amerikanska astronomen Joe Wagner vid Anderson Mesa Station. Den är uppkallad efter Loyola i Azpeitia.
Asteroiden har en diameter på ungefär 4 kilometer och den tillhör asteroidgruppen Flora.